# Владимир Ляхов
Владимир Ляхов (на руски: Влади́мир Афана́сьевич Ля́хов) е съветски космонавт от украински произход.

## Биография
Роден е на 20 юли 1941 г. в гр. Антрацит Ворошиловградска (дн. Луганска) област на Украинска ССР (дн. – Украйна). След завършване на средното си образование учи в школа за първоначално обучение на летци, а после постъпва в Харковското висше авиационно училище. През 1964 г. завършва и служи в авиационните части на ВВС на СССР. Избран е за космонавт през 1967 г.
Минал пълния курс по общокосмическа подготовка и подготовка за полети на космическите кораби тип „Союз“ и орбиталните станции тип „Салют“ (ДОС). Едновременно с подготовката за космически полети, учи във Военновъздушната академия „Ю. А. Гагарин“, която завършил през 1975 г. Завършва и школа за летци-изпитатели. Усвоява пилотирането на самолети от различни типове, налетял над 1300 часа. Влиза в състава на дублиращия екипаж на космическия кораб „Союз 29“, който стартира на 15 юни 1978 г.

## Първи космически полет
На 25 февруари 1979 г. за първи път се отправя в космоса заедно с Валерий Рюмин като командир на космическия кораб „Союз 32“. В продължение на 174 денонощия работи на борда на орбиталната станция „Салют-6“. На 15 август 1979 г. заедно с В. Рюмин извършват извънпланово излизане в открития космос, където откачат от конструкцията на станцията антената на космическия радиотелескоп КРТ-10. Продължителността на престоя в открития космос е 1 час 23 минути. На 19 август 1979 г. се завръщат на Земята на борда на космическия кораб „Союз 34“. Продължителността на полета е 175 денонощия 35 минути 37 секунд (най-продължителния дотогава космически полет).

## Втори космически полет
Преди това минава подготовка за космически полети по програмата за сътрудничество със социалистическите страни „Интеркосмос“. Заедно с монголския космонавт Майдарджибин Ганзориг влиза в състава на дублиращия екипаж на космическия кораб „Союз 39“, който стартира на 22 март 1981 г. Влиза в състава и на дублиращия екипаж на космическия кораб „Союз Т-8“ (стартирал на 20 април 1983 г. Втория си полет в космоса извършва от 27 юни до 23 ноември 1983 г. заедно с Александър Александров като командир на космическия кораб „Союз Т-9“. Работил на борда на орбиталната станция „Салют-7“. Продължителността на полета е 149 денонощия 10 часа 46 минути.
След това влиза в състава на дублиращия съветско-български космически екипаж на кораба „Союз ТМ-5“ (заедно с Александър Серебров и българина Красимир Стоянов).

## Трети космически полет
На 29 август 1988 г. за трети път стартира в космоса като командир на космическия кораб „Союз ТМ-6“ заедно с Валерий Поляков и афганистанеца Абдул Мохманд). В продължение на 7 денонощия работи на борда на орбиталната станция „Мир“. Връща се на Земята на борда на космическия кораб „Союз ТМ-5“ заедно с афганистанския космонавт. След отделянето на спускаемия апарат, възникват проблеми в двигателната установка, което принудило космонавтите в продължение на денонощие да извършат автономен полет като системата за управление е останала в отделилия се по-рано битов отсек на кораба. Кацането става на 7 септември 1988 г. Продължителността на полета е 8 денонощия 20 часа и 27 минути.
Сумарният престой за три полета в космоса е 333 денонощия 7 часа 17 минути и 37 секунди. Остава в отряда на космонавтите до септември 1994 г.
Женен е и има 2 деца.